# Idan Gorno
Idan Toklomati Gorno (in ebraico עידן טוקלומטי ג'ורנו‎?; Natanya, 9 agosto 2004) è un calciatore israeliano di origini beninesi , attaccante del Charlotte FC e della nazionale israeliana.

## Biografia
È figlio dell'ex calciatore beninese Tony Toklomety e della giornalista israeliana Iris Gorno.

## Carriera

### Club
Idan Gorno ha iniziato a giocare a calcio nel settore giovanile del Beitar Nes Tubruk dove ha giocato dal 2012 al 2021. Successivamente è passato al Maccabi Petah Tikva con cui ha fatto il suo esordio nel calcio professionistico il 23 aprile 2022, nella sconfitta per 4-0 contro l'Hapoel Nof HaGalil in Ligat ha'Al. La stagione successiva, con il club retrocesso in Ligat Leumit, ha trovato maggior spazio ed ha trovato la sua prima rete il 12 settembre 2022 contro l'Hapoel Rishon LeZion.

### Nazionale
Il 14 giugno 2023 è stato incluso nella lista dei convocati per l'Europeo Under-21.
Ha debuttato con la nazionale maggiore il 12 novembre 2023 nell'incontro di qualificazione per il Campionato europeo 2024 perso 1-0 contro il Kosovo.

### Presenze e reti nei club
Statistiche aggiornate al 10 novembre 2024.
| Stagione        | Squadra             | Campionato      | Campionato | Campionato | Coppe nazionali | Coppe nazionali | Coppe nazionali | Coppe continentali | Coppe continentali | Coppe continentali | Altre coppe | Altre coppe | Altre coppe | Totale | Totale | Totale |
| Stagione        | Squadra             | Comp            | Pres       | Reti       | Comp            | Pres            | Reti            | Comp               | Pres               | Reti               | Comp        | Pres        | Reti        | Pres   | Reti   |        |
| --------------- | ------------------- | --------------- | ---------- | ---------- | --------------- | --------------- | --------------- | ------------------ | ------------------ | ------------------ | ----------- | ----------- | ----------- | ------ | ------ | ------ |
| 2021-2022       | Maccabi Petah Tikva | LH              | 2          | 0          | CI+TC           | 0               | 0               |                    | -                  | -                  |             | -           | -           | 2      | 0      |        |
| 2022-2023       | Maccabi Petah Tikva | LL              | 30         | 11         | CI+TC           | 3+0             | 1+0             |                    | -                  | -                  |             | -           | -           | 33     | 12     |        |
| 2023-2024       | Maccabi Petah Tikva | LH              | 31         | 5          | CI+TC           | 3+5             | 0               |                    | -                  | -                  |             | -           | -           | 39     | 5      |        |
| ago.-nov. 2024  | Crown Legacy FC     | MNP             | 5+2        | 3+0        |                 | -               | -               |                    | -                  | -                  |             | -           | -           | 7      | 3      |        |
| ago.-nov. 2024  | Charlotte FC        | MLS             | 1          | 0          |                 | -               | -               |                    | -                  | -                  |             | -           | -           | 1      | 0      |        |
| Totale carriera | Totale carriera     | Totale carriera | 71         | 19         |                 | 11              | 1               |                    | -                  | -                  |             | -           | -           | 82     | 20     |        |

### Cronologia presenze e reti in nazionale
| Cronologia completa delle presenze e delle reti in nazionale ― Israele | Cronologia completa delle presenze e delle reti in nazionale ― Israele | Cronologia completa delle presenze e delle reti in nazionale ― Israele | Cronologia completa delle presenze e delle reti in nazionale ― Israele | Cronologia completa delle presenze e delle reti in nazionale ― Israele | Cronologia completa delle presenze e delle reti in nazionale ― Israele | Cronologia completa delle presenze e delle reti in nazionale ― Israele | Cronologia completa delle presenze e delle reti in nazionale ― Israele |
| Data                                                                   | Città                                                                  | In casa                                                                | Risultato                                                              | Ospiti                                                                 | Competizione                                                           | Reti                                                                   | Note                                                                   |
| ---------------------------------------------------------------------- | ---------------------------------------------------------------------- | ---------------------------------------------------------------------- | ---------------------------------------------------------------------- | ---------------------------------------------------------------------- | ---------------------------------------------------------------------- | ---------------------------------------------------------------------- | ---------------------------------------------------------------------- |
| 12-11-2023                                                             | Pristina                                                               | Kosovo                                                                 | 1 – 0                                                                  | Israele                                                                | Qual. Euro 2024                                                        | -                                                                      | 72’                                                                    |
| 15-11-2023                                                             | Felcsút                                                                | Israele                                                                | 1 – 1                                                                  | Svizzera                                                               | Qual. Euro 2024                                                        | -                                                                      | 65’                                                                    |
| 18-11-2023                                                             | Felcsút                                                                | Israele                                                                | 1 – 2                                                                  | Romania                                                                | Qual. Euro 2024                                                        | -                                                                      | 76’                                                                    |
| 21-11-2023                                                             | Andorra la Vella                                                       | Andorra                                                                | 0 – 2                                                                  | Israele                                                                | Qual. Euro 2024                                                        | -                                                                      | 46’                                                                    |
| Totale                                                                 |                                                                        | Presenze                                                               | 4                                                                      |                                                                        | Reti                                                                   | 0                                                                      |                                                                        |

## Palmarès

### Club

#### Competizioni nazionali
- Coppa d'Israele: 1

Maccabi Petah Tiqwa: 2023-2024